# Орикс білий
О́рикс бі́лий, або о́рикс араві́́йський (Oryx leucoryx) — антилопа роду орикс (Oryx), раніше поширена в пустелях і напівпустелях Західної Азії.

## Опис
Білий орикс є найменшим з усіх видів ориксів, його висота в загривку становить лише від 80 до 100 см. Вага білого орикса — до 70 кг. Хутро дуже світле, через що тварина й дістала свою назву. Ноги й нижня сторона тіла жовтуваті, часом навіть бурі. У кожного білого орикса на морді є своєрідний темно-коричневий візерунок на зразок маски. У обох статей дуже довгі, майже рівні роги довжиною від 50 до 70 см.

## Поведінка

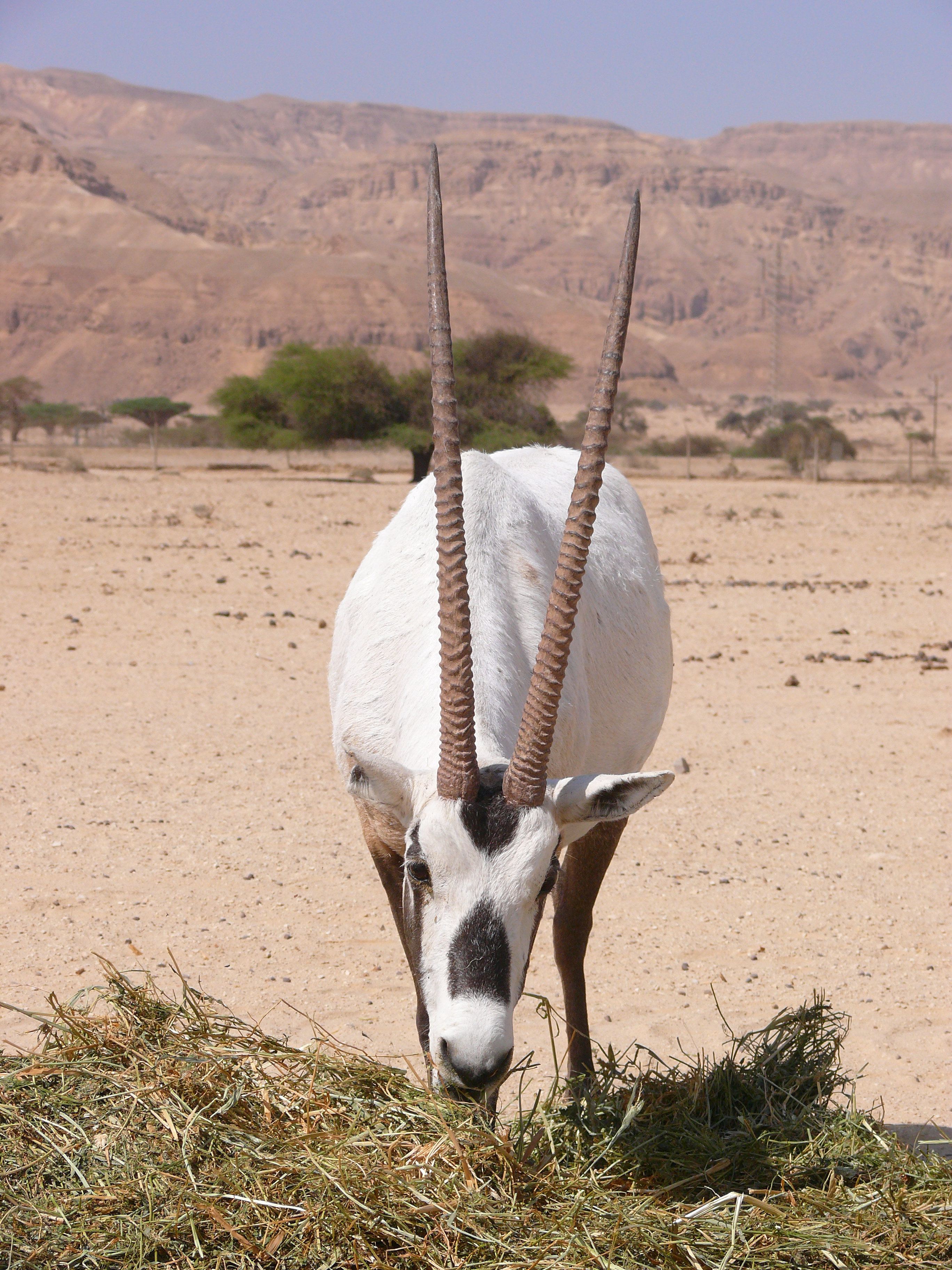
Білий орикс

Білий орикс добре пристосований до життя в пустелі. Світле забарвлення хутра відбиває сонячні промені й захищає тварину від спеки. Під час спеки й посухи температуру тіла у цих антилоп може підвищуватись до 46,5 °C, а вночі знижуватись до 36 °C. Завдяки цьому зменшується потреба у воді. При виділенні калу й сечі ці тварини також втрачають дуже мало рідини. Температура крові, якою забезпечується мозок, знижується особливою системою капілярів.
Білий орикс харчується травами, листям і бруньками і легко переносить кілька днів без водопою. За відсутності близьких водойм білий орикс частково тамує спрагу злизуванням роси або вологи, що осіла на хутрі своїх родичів. Щоденного водопою потребують лише вагітні особини. Білі орикси вміють відчувати дощ і свіжу траву й рухатися в потрібному напрямку. У денний час ці тварини відпочивають.
Самки й молодняк живуть у групах, що складаються в середньому з п'яти особин. Окремі стада «володіють» пасовищами площею більш ніж 3000 км². Самці ведуть поодинокий спосіб життя, захищаючи території до 450 км².

## Тимчасове зникнення в дикій природі
Колись білий орикс був поширений від Синайського півострова до Межиріччя та Аравійського півострова. Вже в XIX столітті він майже скрізь зник, а його ареал обмежувався кількома віддаленими від цивілізації областями на півдні Аравійського півострова. Перш за все, білий орикс цінувався через свою шкіру й м'ясо. Крім цього, туристи залюбки полювали на них з гвинтівок просто з автомобілів, внаслідок чого до 1972 року всі дикі стада знищили.
Була запущена всесвітня програма з розведення білих ориксів, заснована лише на невеликій групі тварин із зоопарків та приватних маєтків. Її результати були дуже успішними. У той же час в арабських країнах почало змінюватися ставлення до охорони природи. Білого орикса знову випустили в дику природу в Омані (1982 рік), Йорданії (1983), Саудівській Аравії (1990) та ОАЕ (2007). Невеликі групи ввезли також до Ізраїлю і Бахрейну. Програма повернення білих ориксів у дику природу пов'язана з великими труднощами й фінансовими витратами, тому що цих тварин привозять нерідко з інших континентів і лише поступово готують до виживання в дикому середовищі.
МСОП все ще оцінює білу антилопу як вид, що перебуває під загрозою. В Омані на нього триває браконьєрське полювання і з моменту реінтродукції популяція знову знизилася з 500 до 100 особин. ЮНЕСКО у 2007 році видалило заповідні території, на яких живуть білі антилопи, зі списку Світової спадщини, оскільки уряд Омана вирішив скоротити їх на 90 %.
На відміну від ситуації в Омані, динаміка популяції білих ориксів у Саудівській Аравії та Ізраїлі обнадійлива. У Абу-Дабі до 2012 року планується поселити близько 500 тварин у новому заповіднику.